# Manuelito
Manuelito (c. 1818-1894) était l'un des principaux chefs de guerre des Navajos, à l'époque dite de la « Longue marche des Navajos ».  Né dans le clan Bit'ahni, près de Bear's Ears  dans le sud-est de l'Utah vers 1818, il était connu, comme tout Navajo, sous plusieurs noms selon le contexte : Askkii Dighin (« Garçon saint »), Dahaana Baadaane (« Gendre du Texan mort »), Hastiin Ch'ilhaajin (« Herbes noires ») et Nabaah Jilt'aa (Chef de guerre, « Guerrier qui attrape l'ennemi ») pour les autres Dinés ; les non-Navajos le surnommant, eux, « Trou fait par une balle ».
Puissant dirigeant  Navajo, il rallia son peuple contre l'armée américaine et résista à la tête d'un groupe de guerriers aux efforts fédéraux visant à déplacer les Navajos vers le camp de Bosque Redondo, au Nouveau-Mexique. Après l'internement à Bosque Redondo, il fut l'un des chefs à signer le traité de 1868, les autorisant à retourner vers les quatre montagnes sacrées des Navajos, puis il œuvra pour agrandir progressivement la taille de leur réserve.

## Quelques interventions de Manuelito avant la Longue Marche
Manuelito s'est signalé avant 1868 par plusieurs actions guerrières, et son nom apparaît aussi à plusieurs reprises dans des rapports officiels de l'armée américaine concernant les Amérindiens.
En 1835, à la bataille de Washington Pass, lui et les Navajos mettent en déroute 1 000 Mexicains et Indiens Pueblos. 
Le 22 novembre 1846, il est l'un des 14 chefs Navajos à signer le traité de Bear Springs (en). En 1849, il est présent, dans les monts Chuska, lors de la rencontre de son beau-père, le chef Narbona, avec le colonel John M. Washington (en), pendant laquelle Narbona est tué. En juillet 1853, le chef Sarcillos Largos se retire et Manuelito est élu porte-parole des Navajos. C'est à cette époque qu'un traité est proposé pour séparer les pâturages des Navajos de ceux des Américains et des Mexicains. Deux ans plus tard, Sarcillos Largos et Manuelito signent le traité de Meriwether à Laguna Negra, Manuelito est officiellement reconnu comme chef et reçoit des Américains une médaille de paix. 
À Fort Defiance, en 1856, le major Kendrick se plaint à Manuelito de vols perpétrés par certains Navajos : une situation que Manuelito connaîtra à plusieurs reprises. Kendrick refuse d'ailleurs, aux Navajos, l'année suivante, l'accès aux pâturages de l'armée près de Fort Defiance, puis il donne finalement son accord. En 1858, c'est auprès du major Brooks, alors commandant de Fort Defiance, que Manuelito plaide afin que les Navajos puissent utiliser ces terres pour leur bétail (Ewell's Hay Camp). Son groupe approche leur bétail du fort et une escarmouche éclate : Manuelito perd plus de cent bêtes. La même année, un domestique de Brooks ayant attaqué une femme Navajo, les guerriers de la tribu le tuent comme le veut leur coutume : une nouvelle campagne militaire s'ensuit, et s'achève par un nouveau traité de paix. En juillet 1860, 50 Mexicains et Américains de Cubero font une razzia sur un camp d'été indien ; Manuelito et Sarcillos Largos leur tendent une embuscade au lac Whiskey dans les monts Chuska et tuent 40 d'entre eux. 
En 1861, lorsque le major Canby, commandant de Fort Wingate fournit une liste de chefs navajos, Manuelito y est inscrit en 5e position. Trois ans plus tard, c'est la construction de Bosque Redondo. Le groupe de Manuelito se trouve encore au sud-ouest de la Little Colorado River. Jesus Arviso, un interprète navajo, est envoyé par le major Eaton depuis Fort Wingate pour convaincre Manuelito d'aller à Bosque Redondo. Les Navajos, en particulier le groupe de Manuelito, sont en conflit avec d'autres tribus indiennes, comme les Zuñis et les Utes. Finalement, plusieurs de ces tribus, ainsi que les Navajos, acceptent de rejoindre Bosque Redondo. Pour les Navajos, c'est la « Longue marche », puis le confinement à un endroit qui n'a pas été prévu pour un tel nombre de résidents et qui n'offre ni vivres en suffisance, ni conditions d'hygiène correctes, ni même de l'eau en suffisance. Les Navajos en sortent occasionnellement pour mener des raids et des batailles contre d'autres tribus, puis en 1868 Manuelito signe avec d'autres le traité de Bosque Redondo puis retourne avec son peuple dans une réserve, dans la région des quatre montagnes sacrées.

## Après la Longue Marche
Manuelito qui vit à l'est de Tohatchi, devient chef suprême des Navajos de l'est, prenant la suite de Barboncito. En 1872, il est nommé chef de la toute nouvelle force de police navajo. Il rencontre en 1876 le président Grant à propos de problèmes concernant les territoires garantis par le traité. Lorsque les récoltes sont mauvaises en 1879, des Navajos opèrent des raids sur des citoyens américains et des Zunis, mais Manuelito et Gando Mucho arrêtent 40 hommes pour vol et sorcellerie. Un an plus tard, il suggère au Président Hayes, qu'il rencontre à Santa Fe, d'être nommé « chef des éclaireurs » afin de pouvoir contrôler le trafic de whisky dans la partie orientale de la réserve. En 1882, il envoie deux de ses fils à Carlisle dans une école spéciale, mais ceux-ci tombent malades et meurent l'année suivante. Manuelito réclame aussi des conduites pour amener l'eau ; il obtient aussi un permis pour chasser, avec 20 hommes, hors de la réserve.
En 1883, un agent fédéral rapporte que 4 000 Navajos accompagnent Manuelito dans la partie orientale de la réserve. Au cours des années suivantes, Manuelito continue à être sollicité par l'armée américaine pour différentes questions comme le recrutement d'éclaireurs navajos pour l'armée ou l'amélioration du flux des sources et les problèmes récurrents des raids navajos sur le bétail qui ne leur appartient pas.
En 1894, Manuelito meurt d'une rougeole qui a dégénéré en pneumonie.

### Sources
- (en) J. Lee. Correll, Manuelito, Navajo Naat'aani : About 1820 to 1894, manuscrit pour l'édition du 9 septembre 1965 du Navajo Times. La copie comporte  101 notes avec des citations.
- (en) Jennifer N. Denetdale, Reclaiming Diné history : the legacies of Navajo Chief Manuelito and Juanita, Tucson, University of Arizona Press, 2007, 241 p. (ISBN 978-0-8165-2660-4, OCLC 76901886, lire en ligne).
- (en) Ruth Roessel (dir.), Navajo Stories of the Long Walk Period, Tsaile, Arizona, Navajo Community College Press, 1973 (ISBN 978-0-912586-16-8).
- (en) Bruce Grant, Concise Encyclopedia of the American Indian, New York, Wing Books, 2000.
- (en) Gerald Thompson, The Army and the Navajo : the Bosque Redondo Reservation Experiment 1863-1868, Tucson, Arizona, University of Arizona Press, 1976 (ISBN 978-0-8165-0495-4).